# Benin City
Benin City (in yoruba Ìlú Benin) è una città della Nigeria, capitale dello stato di Edo. È posto sul fiume Benin ed è il centro dell'industria nigeriana della gomma, ma anche della lavorazione delle noci di palma per ottenerne quell'olio che è tutt'oggi una delle più importanti industrie tradizionali. 

## Storia
Benin fu la capitale del Regno del Benin, che fiorì a partire dal XIV fino al XVII secolo. Non rimane alcuna traccia delle strutture ammirate all'epoca dai viaggiatori europei e appartenute al "Grande Benin". Dopo che Benin fu visitata dai Portoghesi attorno al 1485, divenne ricca tra il XVI e il XVII secolo grazie alla vendita di schiavi agli Europei, trasportati con navi olandesi e portoghesi, e grazie all'esportazione di alcuni prodotti tropicali. La costa attorno a Benin era conosciuta come la Costa degli Schiavi. All'inizio del XVI secolo l'Oba inviò un ambasciatore a Lisbona, e il re del Portogallo mandò dei missionari cristiani in Benin. Alcuni abitanti del Benin potevano ancora parlare un pidgin portoghese alla fine del XIX secolo.
La città e il regno di Benin declinarono a partire dal 1700, con il crollo del commercio di schiavi europeo, ma ebbero nuova vitalità con lo sviluppo del commercio con gli Europei dei prodotti derivati dalla palma. Per preservare l'indipendenza del Benin, a poco a poco l'Oba bandì l'esportazione di beni dal paese, finché il commercio si concentrò sui soli derivati della palma.
Durante la "spedizione punitiva" del 1897, una forza britannica di 1 200 uomini, sotto il comando dell'Ammiraglio Sir Harry Rawson, conquistò e bruciò la città, distruggendo le poderose mura di Benin e la maggior parte dei tesori artistici del Regno e disperdendo il poco che rimaneva. I ritratti, i busti e le sculture create in ferro, scolpite nell'avorio e specialmente in ottone (chiamato convenzionalmente bronzo) prodotte in Benin sono ora in mostra all'interno di musei sparsi per il mondo. In quegli anni, i coloni britannici la battezzarono "La Città del Sangue", a causa delle scene macabre che si trovarono davanti, dovute ai sacrifici umani compiuti dai locali al tempo del Regno.
Dopo la caduta del Regno del Benin nel 1897, i Britannici staccarono la provincia di Warri per punire l'Oba del Benin e diminuire il suo potere imperiale. La monarchia del Benin fu restaurata nel 1914, anche se il potere reale era nelle mani dell'amministrazione coloniale della Nigeria.

## Arte
Benin divenne la capitale artistica della Nigeria intorno al XIII secolo ereditandone il ruolo, la tradizione e lo stile da Ifé. L'arte apparve generalmente un'espressione e manifestazione di corte. Oltre alle maschere, alle teste, alle placche celebrative bronzee, l'arte della città produsse sculture animali, gong e maschere in avorio, zanne decorate con scene raffiguranti le imprese dei sovrani, teste di legno.
L'evoluzione stilistica innescata dai primi del Cinquecento, seguì le tappe dapprima di un gusto realistico, e poi intorno alla metà del Seicento evidenziò una fase detta di decadenza caratterizzata da teste di maggiore dimensione, dalle placche decoranti i palazzi di corte e raffiguranti avvenimenti fondamentali della città, e dall'introduzione delle zanne in avorio. Le teste di questo periodo rappresentarono i vari oba e apparvero più complesse di quelle precedenti. La terza fase si contraddistinse per forme più stereotipate e l'eccesso di elementi decorativi. Accanto all'arte di corte esisteva anche un'arte popolare, che però avendo utilizzato soprattutto il legno, si è quasi completamente perduta nel corso del tempo. Una saldatura tra le due arti fu costituita dalle lavorazioni di avorio, che derivavano da una tradizione tribale.

## Musica
La città ha dato i natali a tante star dell’Afrobeat. Alcuni esempi sono Victor Uwaifo o i più recenti Rema e Shallipopi. 

## Istruzione
L'University of Benin ha sede nella città.

## Infrastrutture e trasporti
La città è servita da una struttura aeroportuale, l'aeroporto di Benin, che la collega con altri aeroporti nel territorio nazionale.